# 和佐村
和佐村（わさむら）は、和歌山県海草郡にあった村。旧名草郡。

## 歴史
- 1889年（明治22年）4月1日 - 明治大合併の村制施行により名草郡和佐村となる。
- 1896年（明治29年）4月1日 - 郡の統合により名草郡が海部郡と合併して海草郡となる[1]。
- 1956年（昭和31年）9月1日 - 市町村合併により西脇町、安原村、東山東村、西山東村とともに和歌山市へ編入。

## 交通

### 道路
- 和歌山県道9号岩出海南線
- 和歌山県道14号和歌山打田線
- 和歌山県道・大阪府道64号和歌山貝塚線
- 和歌山県道143号井ノ口秋月線

### 鉄道
- JR布施屋駅、千旦駅